# قنفذ الماء
قنفذ الماء أو أخينوس (الاسم العلمي Echinus)، جنس حيوانات بحرية صدفية كروية أو صناجية من قنافذ البحر. أنواعه عشرة مختلفة الحجم والشكل بعضها سام مميت وبعضها نافع مأكول.

## الأنواع
أنواع الأخينوس:
- Echinus acutus جان باتيست لامارك, 1816
- Echinus affinis أول ثيودور جنسن مورتنسن, 1903
- Echinus alexandri Danielssen & Koren, 1883
- Echinus elegans Düben & Koren, 1846
- Echinus esculentus كارولوس لينيوس, 1758
- Echinus gilchristi Bell, 1904
- Echinus gracilis ألكسندر إيمانويل أغاسيز, 1869
- Echinus melo أول ثيودور جنسن مورتنسن, 1816
- Echinus tenuispinus' Norman, 1868
- Echinus tylodes هوبير ليمان كلارك, 1912